# 遠藤広太
遠藤 広太（えんどう ひろみ、1984年2月7日 - ）は、日本のラグビー選手。2016年現在トップリーグヤマハ発動機ジュビロの普及担当を務めている。

## プロフィール
- 青森県出身[1]。
- ポジションはセンター(CTB)、フルバック(FB)。
- 身長 173cm、体重 83kg
- 7人制日本代表スコッドに選ばれたことがある[2]。

## 略歴
2002年、三本木農業高校卒業後、新潟三洋電子に加入。
新潟三洋電子退団後、2006年、埼玉工業大学に入学。
2010年、埼玉工業大学卒業後、神奈川タマリバクラブに加入。
2011年、ヤマハ発動機ジュビロに加入。
2014年、ヤマハ発動機ジュビロを退団した。